# Aluminosugilita
La aluminosugilita és un mineral de la classe dels silicats que pertany al grup de l'osumilita. Rep el nom per ser l’anàleg d'alumini de la sugilita.

## Característiques
La aluminosugilita és un silicat de fórmula química KNa₂Al₂Li₃Si₁₂O30. Va ser aprovada com a espècie vàlida per l'Associació Mineralògica Internacional l'any 2019, sent publicada per primera vegada el 2020. Cristal·litza en el sistema hexagonal. La seva duresa a l'escala de Mohs es troba entre 6 i 6,5.
L'exemplar que va servir per a determinar l'espècie, el que es coneix com a material tipus, es troba conservat a les col·leccions mineralògiques del Museu Nacional de la Natura i la Ciència (Japó), amb el número d'espècimen: nsmmf- 16503.

## Formació i jaciments
Va ser descoberta a la mina Cerchiara, sitruada a Borghetto di Vara, dins la província de La Spezia (Ligúria, Itàlia). També ha estat descrita a la mina Furumiya, a Tobe-cho (prefectura d'Ehime, Japó), i a la mina N'Chwaning III, a Kuruman (Cap Septentrional, Sud-àfrica). Aquests tres indrets són els únics de tot el planeta on ha estat descrita aquesta espècie mineral.